# Pierre de Rivo
Pierre de Rivo (en latin Petrus de Rivo, en néerlandais Pieter ou Petrus vander Beken ; né vers 1420 à Alost et mort le 27 janvier 1500 à Louvain) était un philosophe scolastique flamand, enseignant à l'université de Louvain. Il en fut recteur de 1457 à 1458.

## Biographie
Il entre à l'université de Louvain en 1437. Il fut le centième recteur de l'université de Louvain, du premier septembre 1457 au premier mars 1458.
Ses vues sur les futurs contingents étaient controversées, et opposé à celle de Henri de Zomeren, également professeur à Louvain. De Rivo se rendit à Rome en 1472 pour défendre ses vues auprès du pape Sixte IV; elles ont été condamnés en 1473. Sous la pression du cardinal Bessarion pour lequel Henri était  secrétaire de Rivo se rétracta partiellement en 1473, et ensuite plus complètement trois ans plus tard. Cela signifiait que ses vues se raprochèrent au moins de celle de  Pierre Auriol, selon lesquelles les futurs contingents n'avaient aucune valeur de vérité, et étaient devenues hérétiques aux yeux de l'Église catholique.

## Biblioographie
- Léon Baudry (éditeur), The Quarrel Over Future Contingents (Louvain, 1465-1475): Textes non publiés (1989), traduit par Rita Guerlac